# Monument à Bernard Lazare
Le Monument à Bernard Lazare, inauguré en 1908 dans les jardins de la Fontaine de Nîmes et détruit en 1942, était un monument élevé à la mémoire de l'écrivain dreyfusard Bernard Lazare, natif de la préfecture du Gard.

## Histoire

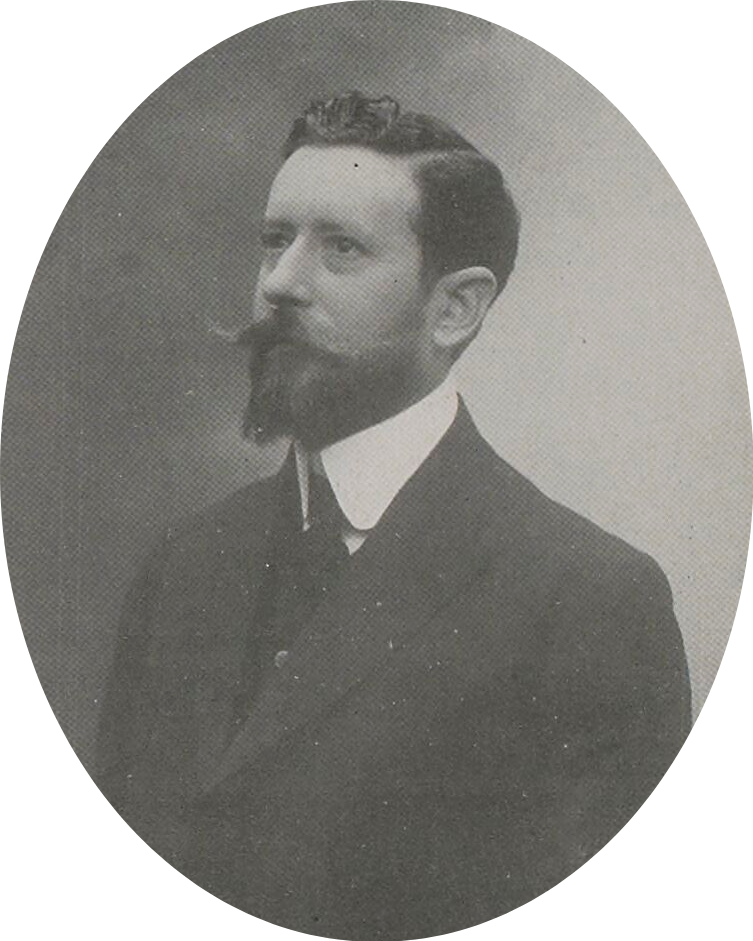
Marius Richard, président du comité effectif.

Le projet d'un monument commémoratif dans la ville natale de Bernard Lazare fut exprimé pour la première fois par son ami de jeunesse Pierre Quillard dans une lettre datée du 26 février 1905 et adressée à de nombreuses personnalités.
En juin 1906, soit un peu moins de trois ans après la mort de Bernard Lazare, ce projet fut impulsé localement par le journaliste socialiste et dreyfusard Marius Richard (1868-1924), rédacteur en chef de l'édition gardoise de La Dépêche du Midi. Dix ans plus tôt, Bernard Lazare avait publié la brochure qui avait permis de relancer l'affaire Dreyfus en dénonçant l'erreur judiciaire dont avait été victime Alfred Dreyfus. En juin 1906, cette affaire était en train de connaître son épisode ultime : à l'issue de plusieurs années d'instruction, la Cour de cassation s'apprêtait à annuler la condamnation de Dreyfus.
Répondant favorablement à l'appel de Marius Richard, trois comités furent formés : un comité d'honneur mené par le ministre Gaston Doumergue et rassemblant les anciens amis et condisciples de Lazare, un comité effectif présidé par Richard, et enfin un comité d'initiative parisien chargé de seconder les efforts des comités nîmois. Sitôt l'arrêt de la Cour de cassation rendu public, Richard lança une souscription publique qui fut relayée par L'Aurore. Le premier don recueilli fut celui de la veuve d'Émile Zola. Au début de l'année 1908, les sommes récoltées s'élevaient à environ 20 000 francs (équivalentes à près de 100 000 euros de 2025).

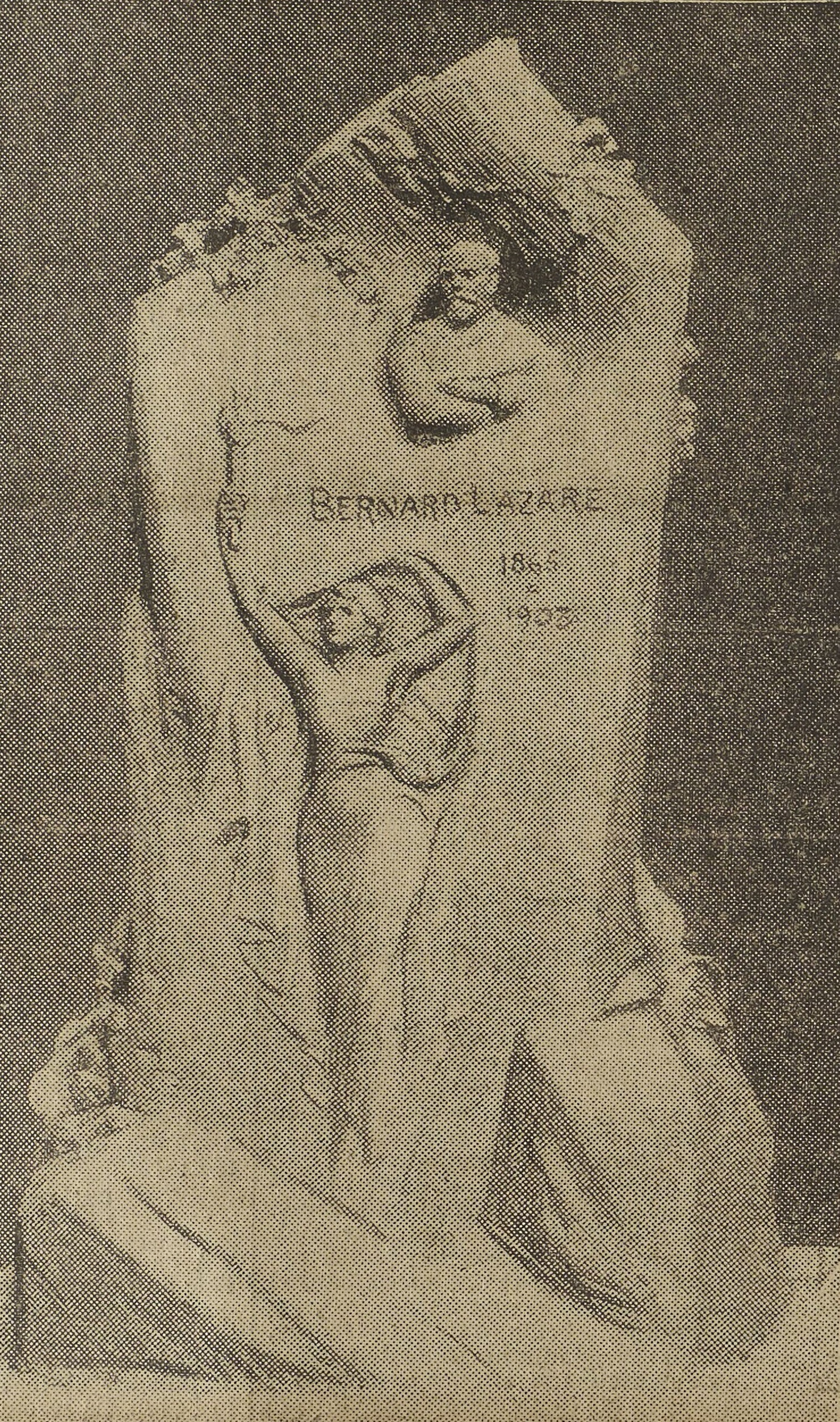
Photographie de la maquette du monument (Le Progrès, 4 octobre 1908).

Le 16 mars 1908, Jules Recolin, rédacteur au Petit Provençal et secrétaire du comité effectif, écrivit au docteur Crouzet, maire de Nîmes, président de la section nîmoise de la Ligue des droits de l'homme (LDH) et membre du comité d'honneur, afin de demander officiellement à la ville de Nîmes la cession d'un morceau de terrain situé dans un « coin négligé » du jardin de la Fontaine pour y élever le monument. Le même lettre exposait que les auteurs du projet (choisis par le comité parisien sur les conseils de Léonce Bénédite, directeur du Musée du Luxembourg), étaient les sculpteurs Hippolyte Lefèbvre et Paul Roger-Bloche, et que l'architecte du monument serait Max Raphel, architecte DPLG, professeur à l'École des beaux-arts de Nîmes et vice-président du comité effectif. La cession du terrain fut accordée par le conseil municipal de Nîmes dès le 23 mars suivant.
Les travaux commencèrent au début du mois de juillet 1908.
L'inauguration eut lieu le dimanche 4 octobre 1908. Une contre-manifestation antidreyfusarde, antisémite et antirépublicaine ayant été annoncée par la ligue royaliste de l'Action française, un dispositif exceptionnel de maintien de l'ordre fut organisé par le directeur de la Sûreté générale, Célestin Hennion, qui déploya de nombreux policiers et militaires. Sous la présidence de Frédéric Desmons, sénateur du Gard, des discours furent prononcés par ce dernier et par Marius Richard, président du comité effectif, Jules Pieyre, maire de Nîmes, Paul Maitrot de Varenne, représentant du gouvernement en tant que préfet du Gard, Alphonse Mouret, président de la section nîmoise de la LDH, et Pierre Quillard, délégué du comité central de la LDH et ami de Bernard Lazare. Quillard lut également un message de Dreyfus, qui n'avait pu se rendre à Nîmes après avoir été victime de l'attentat de Grégori lors de la panthéonisation de Zola quelques mois auparavant.
Dispersés par la troupe lors de l'inauguration, les royalistes ne désarmèrent pas pour autant face à ce que l'un de leurs orateurs, Léon Daudet, qualifiait de « statue de fumier ». Ainsi, en marge du 14 juillet 1909, le monument fut vandalisé une première fois : le buste de Lazare fut tout particulièrement mutilé à coups de marteau. Le nez, cassé, aurait été remis au chef de l'Action française, Charles Maurras, car celui-ci écrira 24 ans plus tard : « je garde encore dans un tiroir le précieux nez du juif Bernard Lazare que les dreyfusards avaient statufié à l'entrée du jardin de la Fontaine à Nîmes ».
En 1910, les camelots du roi nîmois, menés par Alfred Gabourdès, fêtèrent ouvertement l'anniversaire de cette « desnasarda » en organisant une parodie de dépôt de gerbe devant le monument. Un second acte de vandalisme eut lieu dans la nuit du 15 au 16 juin 1912, quand des individus barbouillèrent d'encre la figure allégorique féminine.

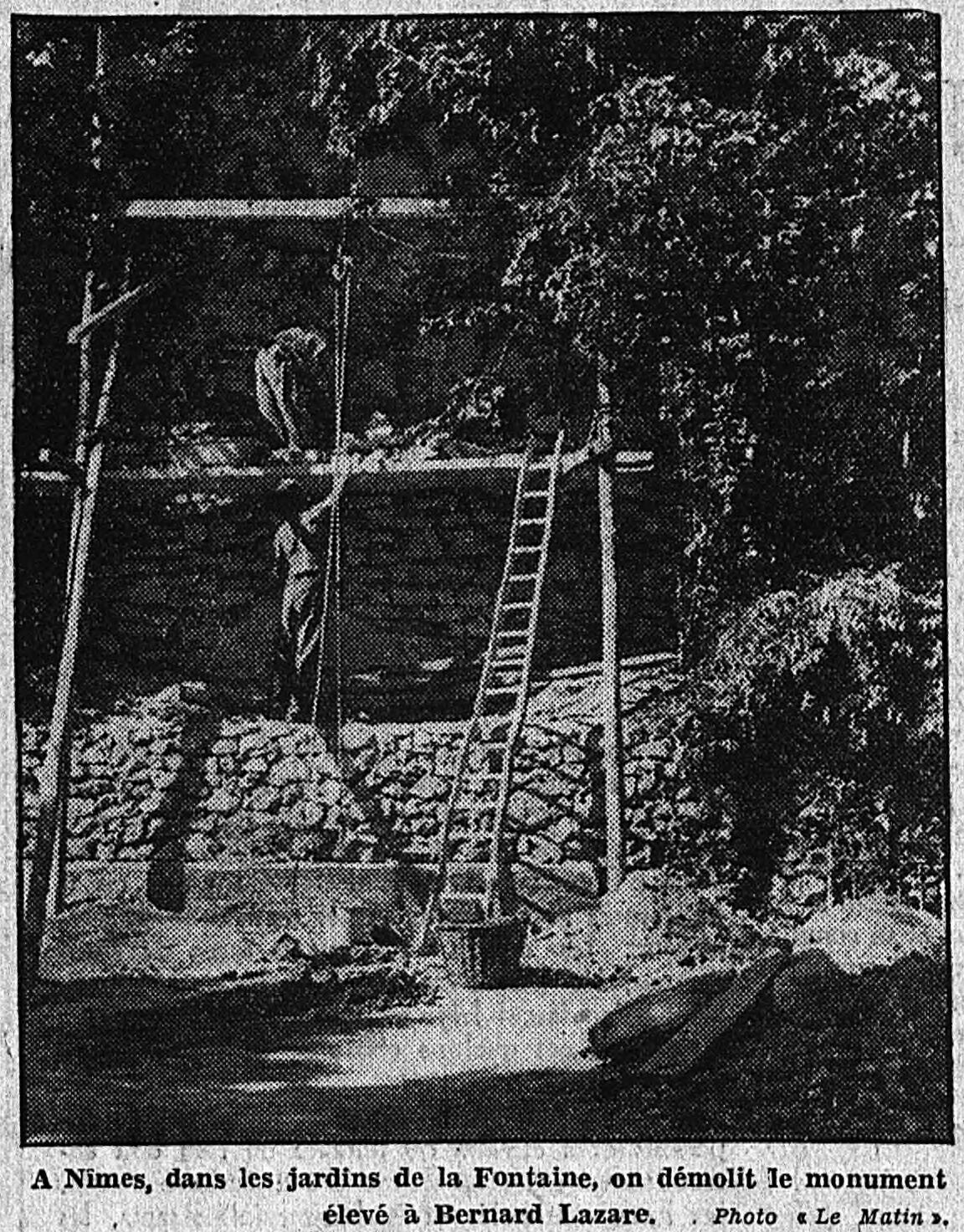
Photographie de la démolition du monument publiée en « une » du Matin du 12 juin 1942.

Un nouveau barbouillage, plus étendu que le précédent, eut lieu en mars 1942, fournissant aux autorités vichystes le prétexte pour ordonner le démantèlement complet du monument. Étrangère à la mobilisation des métaux non ferreux (l’œuvre étant en pierre) mais pas à l'antisémitisme viscéral du régime de Vichy, cette opération fut effectuée trois mois plus tard.
Après la Seconde Guerre mondiale, les derniers débris de la sculpture de Lefèbvre et Roger-Bloche, remisés au musée du Vieux Nîmes, servirent de matière première aux fondations de la pyramide du monument des Martyrs de la Résistance sur l'avenue Jean-Jaurès. En 2024, un collectif Histoire et Mémoire soutenu par la Fondation du patrimoine a ouvert une souscription pour financer la reconstruction à l'identique du monument de 1908 et son installation à son emplacement initial.

## Description

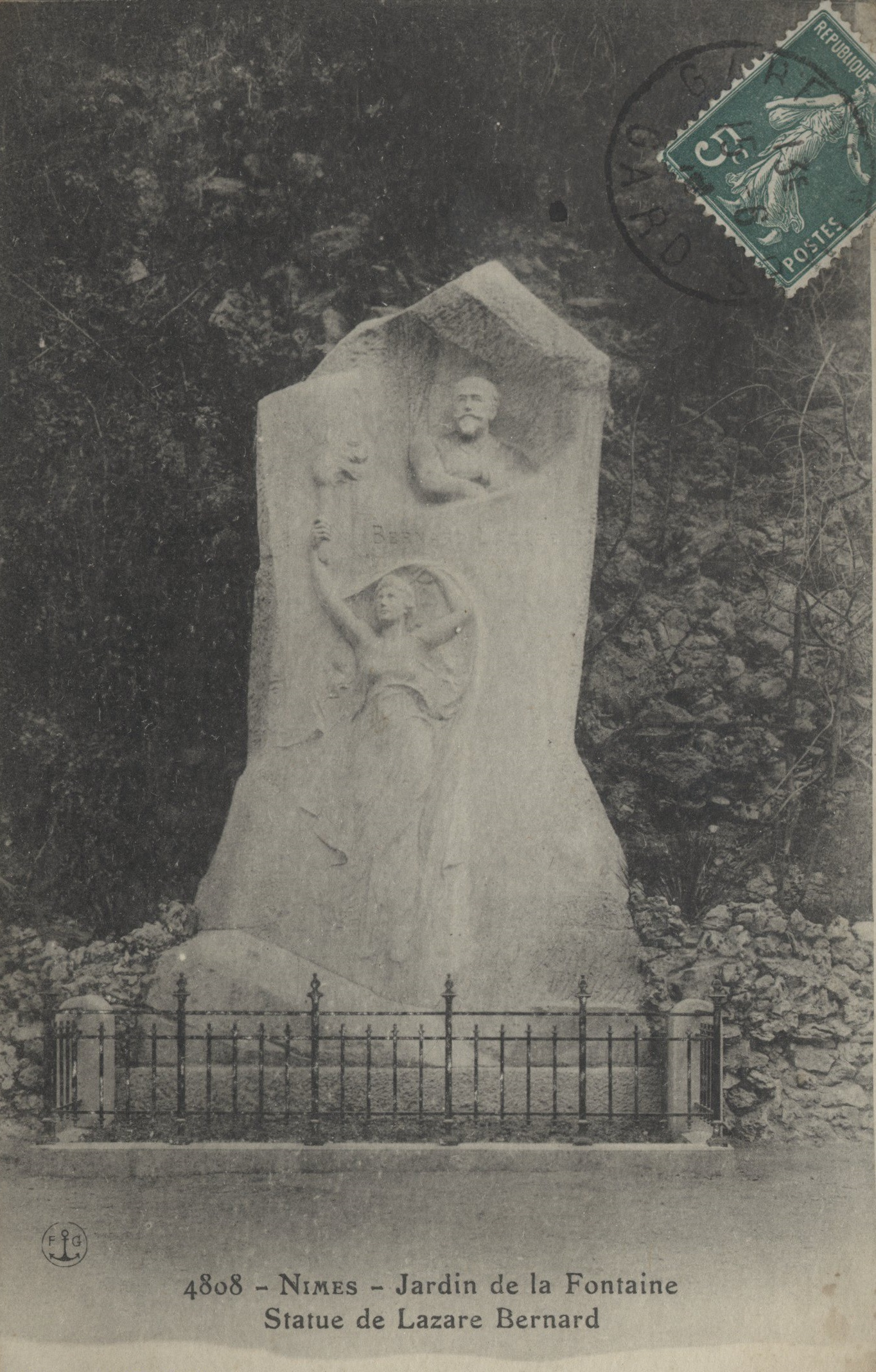
Carte postale, vers 1908-1909.

Adossé au versant rocheux de la colline du mont Cavalier, près de l'entrée des jardins, le monument était haut de 6 mètres. Ayant l'apparence d'un bloc de pierre à peine ébauché, il comportait, en relief, le buste de Lazare, dû à Roger-Bloche, ainsi qu'une figure allégorique féminine tenant un flambeau, sculptée par Lefèbvre. Il s'agirait de la Vérité qui, contrairement à l'iconographie habituelle, n'est pas nue mais se révèle en soulevant le voile qui la coiffe.